# Nola involuta
Nola involuta är en fjärilsart som beskrevs av Dyar 1898. Nola involuta ingår i släktet Nola och familjen trågspinnare. Inga underarter finns listade i Catalogue of Life.